# 조너스 암스트롱
조너스 암스트롱(Jonas Armstrong, 1981년 1월 1일 ~ )은 잉글랜드의 배우이다.

## 출연 작품
- 대전투 1944 (2020)
- 엣지 오브 투모로우 (2014)
- 워킹 위드 디 에너미 (2013)
- 투웬티8k (2012)
- 히트 앤 미스 (2012)
- 침니스의 비밀 (2009)
- 북 오브 블러드 (2008)
- 로빈 훗 (2006)
- 티처스 (2001)